# Raymond d'Espet
Raimond d’Espets (aussi nommé des Près, d’Espeleu, Despets ou Despects) était un religieux du moyen Âge tardif qui fut évêque de Clermont au XIVe siècle.

## Biographie
Raymond d’Espets était proche du roi Philippe IV qu'il suivait dans ses expéditions. Son comportement violent et contraire aux droits et devoirs de l’église conduisirent à la cessation de son office du 21 mai au 10 juillet 1339.
Il mourut le 1er avril 1340 à Avignon alors qu’il menait un procès contre son chapitre.